# Балленштедт
Балленштедт (нім. Ballenstedt) — місто в Німеччині, розташоване в землі Саксонія-Ангальт. Входить до складу району Гарц.
Площа — 86,61 км2. Населення становить 8825 ос. (станом на 31 грудня 2021).

## Персоналії
- Ута Балленштедтська (1000—1046) — маркграфиня, дружина Еккегарда II, маркграфа Майсена, Саксонської Східної марки та графа Хутіці.